# Courcôme
Courcôme ist eine französische Gemeinde mit 801 Einwohnern (Stand 1. Januar 2022) im Département Charente in der Region Nouvelle-Aquitaine.
Sie entstand als namensgleiche Commune nouvelle mit Wirkung vom 1. Januar 2019 durch die Zusammenlegung der bisherigen Gemeinden Courcôme, Villegats und Tuzie, die in der neuen Gemeinde der Status einer Commune déléguée haben. Verwaltungssitz befindet sich im Ort Courcôme.

## Gliederung
| Ortsteil                   | ehemaliger INSEE-Code | Fläche (km²) | Einwohnerzahl zum 1. Januar 2022 |
| -------------------------- | --------------------- | ------------ | -------------------------------- |
| Courcôme (Verwaltungssitz) | 16110                 | 19,44        | 405                              |
| Tuzie                      | 16391                 | 02,43        | 171                              |
| Villegats                  | 16410                 | 07,71        | 225                              |

## Lage

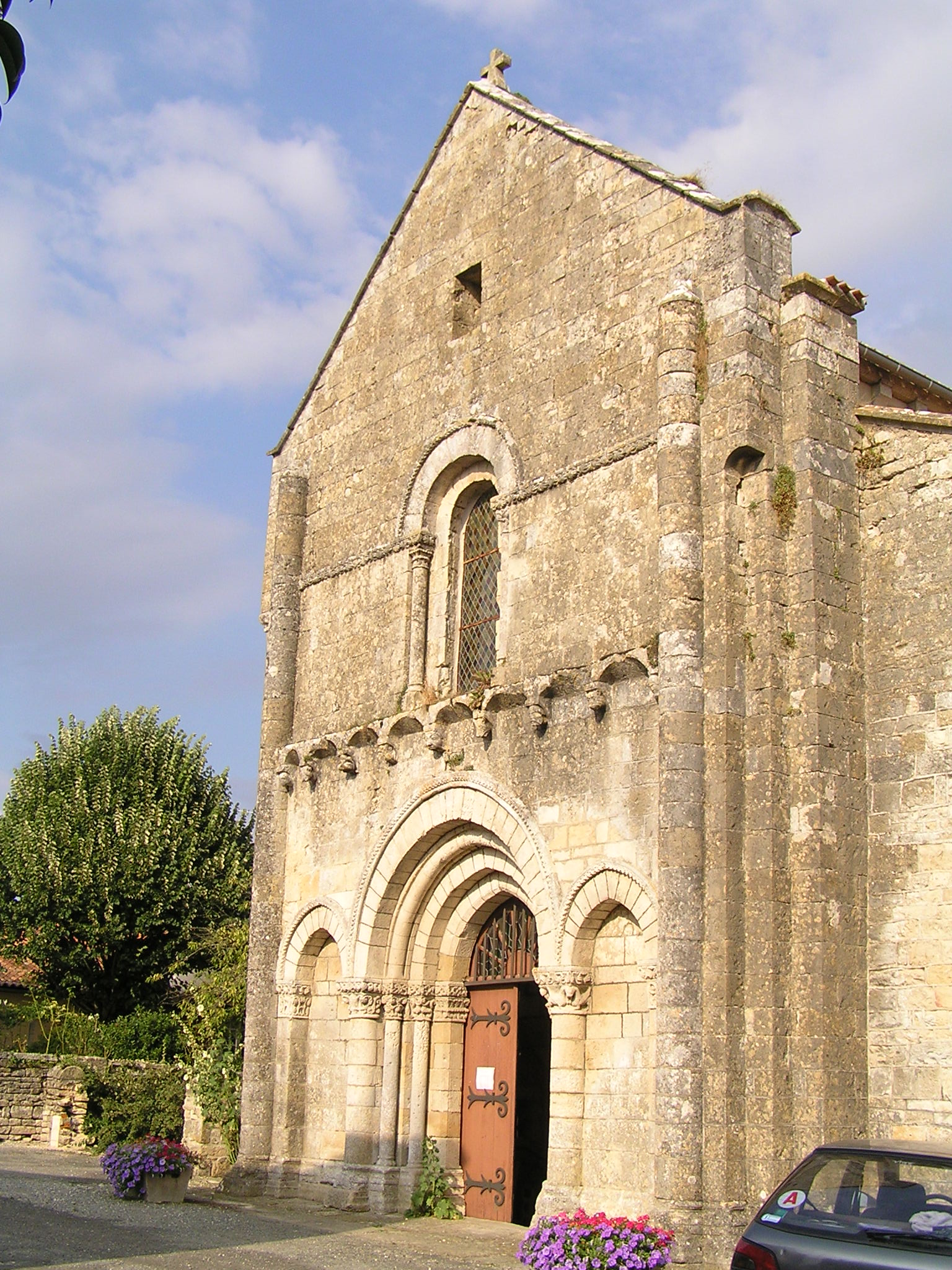
Kirche Notre-Dame

Die Gemeinde liegt im Norden des Départements Charente in der alten Kulturlandschaft des südlichen Poitou bzw. des nördlichen Angoumois, einem Teil der Landschaft der Charente. Sie befindet sich etwa 47 km (Fahrtstrecke) nördlich der Stadt Angoulême; bis nach Poitiers sind es rund 75 km in nordöstlicher Richtung. Die Kleinstadt Ruffec ist nur etwa 7 km entfernt. Der Fluss Bief durchquert das Gemeindegebiet.

## Wirtschaft
Das Umland war jahrhundertelang landwirtschaftlich geprägt; die meisten Menschen lebten als Selbstversorger. Im ausgehenden Mittelalter und in der frühen Neuzeit wurde der Weinbau vorangetrieben, der jedoch – nach der Reblauskrise im ausgehenden 19. und beginnenden 20. Jahrhundert – nahezu eingestellt wurde und bis heute, trotz seiner Lage in den Bon Bois der Weinbauregion Cognac, seine ehemalige Bedeutung nicht wiedererlangt hat. Seit den 1960er Jahren spielt der Tourismus in Form der Vermietung von Ferienwohnungen (gîtes) eine nicht unbedeutende Rolle im Wirtschaftsleben der Gemeinde.

## Sehenswürdigkeiten
Die Dolmen von Magnez bestehen aus dem nur noch aus einem Tragstein und einem verkippten Deckenstein bestehenden Dolmen von Magnez und dem zerstörten Dolmen von Pierre-Pèse. Sie liegen westlich von Courcôme 

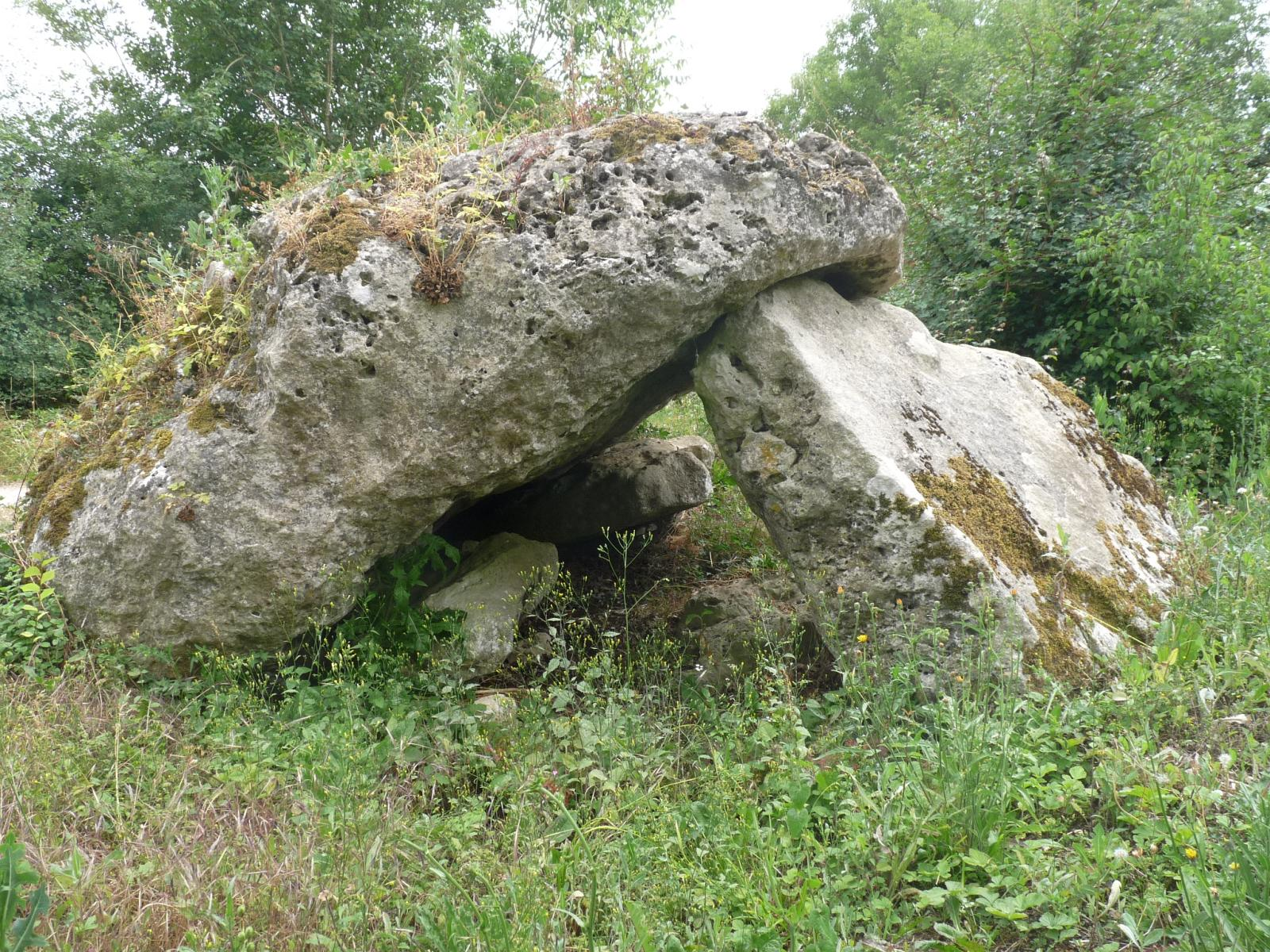
Dolmen von Magnez